# Falcon (série de jogos eletrônicos)
A linha Falcon de jogos de computador é uma série de simulações do avião de combate F-16 Fighting Falcon. Os jogos, publicados principalmente pela Spectrum HoloByte, foram notados por seu alto nível de realismo não visto em jogos de simulação contemporâneos.

## Séries

Histórico de desenvolvimento da Falcon de 1984 a 2013: Cronograma do desenvolvimento oficial e continuações e garfos feitos pela comunidade

### F-16 Fighting Falcon
F-16 Fighting Falcon foi desenvolvido pela Nexa Corporation (posteriormente fundido ao Spectrum Holobyte) e publicado pela ASCII Corporation em 1984 para o MSX. Projetado por Gilman Louie e Les Watts, ele usou os MiG-21s como adversários, vários anos antes de Wing Commander, da Origin, usar um mecanismo gráfico similar. Yuji Naka, criador de Sonic the Hedgehog, levou o jogo para o Sega Master System.

### Falcon A.T.
Falcon A.T. (PC DOS 1988), também conhecido como Falcon 2, foi um dos primeiros simuladores de voo a utilizar gráficos EGA, bem como um dos primeiros jogos lançados comercialmente a exigir um PC 286 ou melhor. Em comparação com o jogo mais antigo, esta versão permite a visualização externa do aparelho do jogador, permite um modo multiplayer "frente-a-frente" e inclui o MiG-29 como um adversário.

### Jogos baseados emFalcon 3.0("Electronic Battlefield")
Falcon 3.0 foi vendido como o primeiro de uma série de simulações militares interligadas que o Spectrum Holobyte chamava coletivamente de "Campo de Batalha Eletrônico". Dois jogos lançados nesta faixa foram os simuladores de voo de 1993 para o F/A-18 (Falcon 3.0: Hornet: Naval Strike Fighter) e o MiG-29 (MiG-29: Deadly Adversary of Falcon 3.0) que poderiam ser jogados como stand Jogos independentes ou integrados em jogos de rede "Battlefield Eletrônico".
Mais jogos no intervalo eram esperados - rumores abundavam de um simulador para o helicóptero AH-64 Apache e até mesmo um ou mais simuladores de tanques. O único em que a empresa realmente admitiu trabalhar foi um simulador de vôo do A-10 Thunderbolt, mas nunca foi lançado.
A Computer Gaming World, em novembro de 1993, caracterizou o novo modelo de redout/blackout do MiG-29 como irreal e criticou a falta de consertos em bugs existentes, mas aprovou o modem melhorado e seu "novo conjunto de desafios projetados para ampliar o apelo do Falcon". Em uma pesquisa de jogos de guerra de janeiro de 1994, a revista deu ao título quatro estrelas de cinco, afirmando que o jogo era "obrigatório" para jogadores sérios, mas não para "o piloto casual de fim de semana".
Computer Gaming World em Abril de 1994 aprovou 'Hornet "Excelente AI inimigo" e de combate "intensa" air-to-ground. Enquanto citava "alguns bichos irritantes", a revista concluiu que, como "basicamente Falcon 3 com novos cenários e um modelo de voo diferente", "será uma adição muito bem-vinda à coleção do piloto hardcore".
A Computer Gaming World, em abril de 1994, aprovou o "Excelente inimigo IA" do Hornet e o combate ar-terra "intenso". Enquanto citava "alguns bichos irritantes", a revista concluiu que, como "basicamente o Falcon 3 conta com novos cenários e um modelo de voo diferente", "será uma adição muito bem-vinda à coleção do piloto hardcore".

## Recepção
A série Falcon vendeu 700.000 cópias até janeiro de 1995; Falcon 3.0 sozinho representou 400.000 vendas em março de 1995. As vendas da série haviam ultrapassado 900.000 cópias até 2005.